# Isatis harsukhii
Isatis harsukhii là một loài thực vật có hoa trong họ Cải. Loài này được O.E. Schulz mô tả khoa học đầu tiên năm 1927.